# 2Square
2Square es el álbum debut del dueto inglés de electrónica Vince Clarke & Paul Hartnoll.

## Historia
Dicho dúo está conformado por los músicos Vince Clarke (fundador de Depeche Mode, Yazoo y desde hace más de 30 años en Erasure) y Paul Hartnoll (fundador de Orbital).

El álbum contará con 8 canciones de las cuales, el primer sencillo será Better Have a Drink to Think.

## Lista de temas
1. Better Have a Drink to Think
2. Zombie Blip
3. The Echoes
4. Do-a Bong
5. The Shortcut
6. Single Function
7. All Out
8. Underwater

## Créditos
Grabado en The Cabin en Brooklyn y Paul’s Studio en Brighton. Mezclado en Brighton y masterizado en Brooklyn.
Voz en ‘All Out’: Kenya Hall.
Trompeta en ‘Do-a-Bong’: Joe Aucland.
Arte: Amander Chiu. 
Catering: Feedwells (local cafe)
Synths usados por Paul Hartnoll: Macbeth M5N, Sunsyn mk2, Arp 2600, Elektron Analog Keys, Korg Arp Odyssey y Moog Sub Phatty.
Synths usados por Vince Clarke: Pro One, Roland System 700, Serge Modular, Dave Smith Mopho, Mini Moog y Wardolf Pulse.
‘The Echoes’ fue originalmente concebido como un comercial de Rolex.
‘Do-a-Bong’ fue programado mayormente en Jamaica.